# 이스라 함위아
이스라 함위아(아랍어: إسراء حموية, Israa Hamwiah, 1991년 2월 11일~ )는 시리아의 축구 선수로, 현재 바레인의 알할라 미드필더이다.